# Bianca Knight
Bianca Knight (Jackson, 2 gennaio 1989) è una velocista statunitense.
In carriera è stata campionessa sia olimpica che mondiale della staffetta 4×100 metri, specialità di cui detiene anche i record mondiale e olimpico con il tempo di 40"82, ottenuto insieme alle connazionali Tianna Bartoletta, Allyson Felix e Carmelita Jeter.

## Record mondiali

### Seniores
- Staffetta 4×100 metri: 40"82 ( Londra, 10 agosto 2012)  (Tianna Bartoletta, Allyson Felix, Bianca Knight, Carmelita Jeter)

## Palmarès
| Anno | Manifestazione   | Sede      | Evento         | Risultato | Prestazione | Note                                    |
| ---- | ---------------- | --------- | -------------- | --------- | ----------- | --------------------------------------- |
| 2005 | Mondiali allievi | Marrakech | 100 m piani    | Oro       | 11"38       |                                         |
| 2005 | Mondiali allievi | Marrakech | 200 m piani    | Argento   | 23"33       |                                         |
| 2005 | Mondiali allievi | Marrakech | Staff. svedese | Oro       | 2'03"93     |                                         |
| 2011 | Mondiali         | Taegu     | 4×100 m        | Oro       | 41"56       | Miglior prestazione mondiale stagionale |
| 2012 | Giochi olimpici  | Londra    | 4×100 m        | Oro       | 40"82       | Record mondiale                         |
| 2014 | World Relays     | Nassau    | 4×200 m        | Oro       | 1'29"45     | Record dei campionati                   |